# 花宮ハナ
花宮 ハナ（はなみや はな、2000年9月25日 - ）は、日本の女性アイドルである。
ARCANA PROJECTのメンバー。元2期BiSのメンバー。ニックネームは「ハナハナ」。

## 経歴
東京都で生まれた。  

### BiS時代
2018年3月18日に「WACK合同オーディション2018」の結果が発表され、合格しトリアエズ・ハナとしてBiSに加入。 2019年5月11日の東京・マイナビBLITZ赤坂で行われたワンマンツアー「Are you ready to go? TOUR」のツアーファイナルをグループがもって解散し、それに伴いいわゆるFA宣言となった。

### ディアステージ所属後
2019年7月よりディアステージ所属になった。11月に公開された映画「FIND」に出演し、女優デビューを飾った。その後2020年9月にARCANA PROJECTとしてメジャーデビューを果たし、現在まで活動している。

## 人物
趣味は、漫画を読むことと麻雀である。本人曰く、ずっと喋っていられるほどのおしゃべりである。また、好物はラーメンで、アルカナラーメン部の部長も務める。